# Perfektní mocnina
Perfektní mocnina je číslo, které lze zapsat jako přirozenou mocninu jiného přirozeného čísla.
Formální definice: {\displaystyle n\,\!} je perfektní mocnina, pokud existují přirozená čísla {\displaystyle m>1\,\!}, a {\displaystyle k>1\,\!}, pro která platí, že {\displaystyle m^{k}=n\,\!}.

## Příklady a součty
Posloupnost takových mocnin může být generována pro možné hodnoty m a k. Příklad:
{\displaystyle 2^{2}=4,\,2^{3}=8,\,3^{2}=9,\,2^{4}=16,\,4^{2}=16,\,5^{2}=25,\,3^{3}=27,\,2^{5}=32,\,6^{2}=36,\,7^{2}=49,\,2^{6}=64,\,4^{3}=64,\,8^{2}=64,\,\dots }

## Vlastnosti

### Součet
Součet převrácených hodnot takových čísel (každé číslo počítáme i s násobností, pokud ho lze vyjádřit více způsoby jako nk) je 1:
{\displaystyle \sum _{m=2}^{\infty }\sum _{k=2}^{\infty }{\frac {1}{m^{k}}}=1.}
Důkaz:
{\displaystyle \sum _{m=2}^{\infty }\sum _{k=2}^{\infty }{\frac {1}{m^{k}}}=\sum _{m=2}^{\infty }{\frac {1}{m^{2}}}\sum _{k=0}^{\infty }{\frac {1}{m^{k}}}=\sum _{m=2}^{\infty }{\frac {1}{m^{2}}}\left({\frac {m}{m-1}}\right)=\sum _{m=2}^{\infty }{\frac {1}{m(m-1)}}=\sum _{m=2}^{\infty }\left({\frac {1}{m-1}}-{\frac {1}{m}}\right)=1\,.}

### Goldbachova-Eulerova věta
Podle Eulera, Goldbach ukázal že součet {\displaystyle {\frac {1}{p-1}}} přes množinu perfektních mocnin {\displaystyle p\,\!}, vyjma čísla 1 je 1:
{\displaystyle \sum _{p}{\frac {1}{p-1}}={{\frac {1}{3}}+{\frac {1}{7}}+{\frac {1}{8}}+{\frac {1}{15}}+{\frac {1}{24}}+{\frac {1}{26}}+{\frac {1}{31}}}+\cdots =1.}
Známé jako Goldbachova-Eulerova věta.

## Hledání celočíselných mocnin
Zjištění, zda {\displaystyle n} je mocnina, může probíhat mnoha různými způsoby, s různou úrovní složitosti. Jednou z jednodušších metod je zvážit všechny možné hodnoty {\displaystyle k} přes všechny dělitele {\displaystyle n}, až do {\displaystyle k\,\leq \,\log _{2}n}. Jestliže tedy dělitelé {\displaystyle n} jsou {\displaystyle n_{1},\,n_{2},\,\dots ,\,n_{j}} pak jedna z hodnot {\displaystyle n_{1}^{2},\,n_{2}^{2},\,\dots ,\,n_{j}^{2},\,n_{1}^{3},\,n_{2}^{3}\,\dots } musí být rovna {\displaystyle n} jestliže {\displaystyle n} je mocnina.
Tato metoda může být zjednodušena pokud {\displaystyle k} hodnoty jsou prvočísla. To protože pokud {\displaystyle n\,=\,m^{k}} pro složené číslo {\displaystyle k\,=\,ap} kde {\displaystyle p} je prvočíslo, můžeme jednoduše přepsat jako {\displaystyle n\,=\,m^{k}\,=\,m^{ap}\,=\,(m^{a})^{p}}. Minimální hodnota {\displaystyle k} je 2.